# Козівська районна рада
Козівська районна рада — орган місцевого самоврядування у Козівському районі Тернопільської області з центром у смт Козова.